# Isabella del Balzo

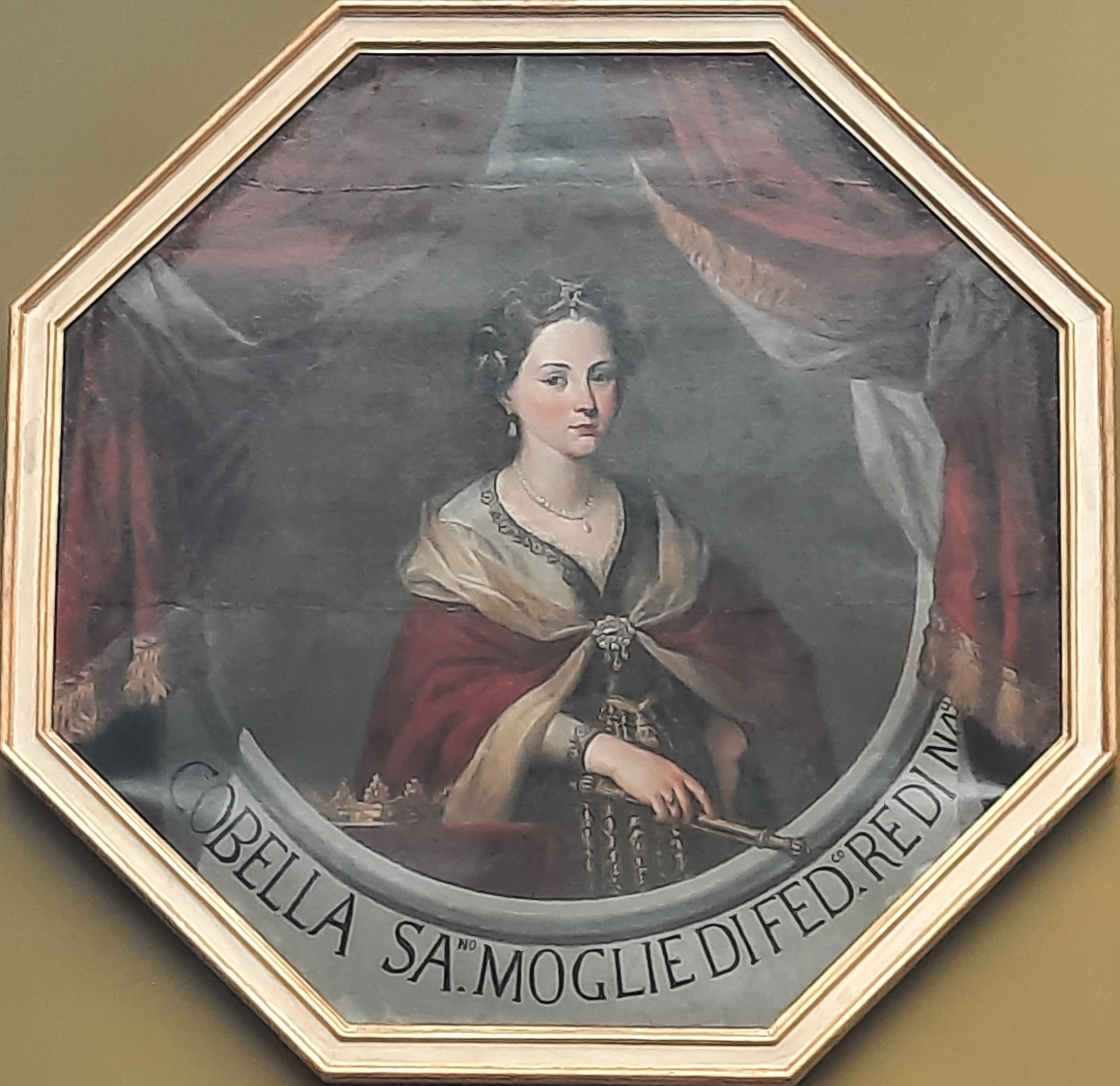
Porträt von Isabella del Balzo, Museo civico Gaetano Filangieri, Neapel

Isabella del Balzo (* 24. Juni 1465 in Minervino Murge; † 22. Mai 1533 in Ferrara) war Königsgemahlin von Friedrich I. von Neapel nach dem Tod ihres Vaters 3. Fürstin von Altamura, 5. Herzogin von Andria, 2. Herzogin von Venosa, Herzogin von Castel del Monte und 4. Gräfin von Bisceglie.

## Leben

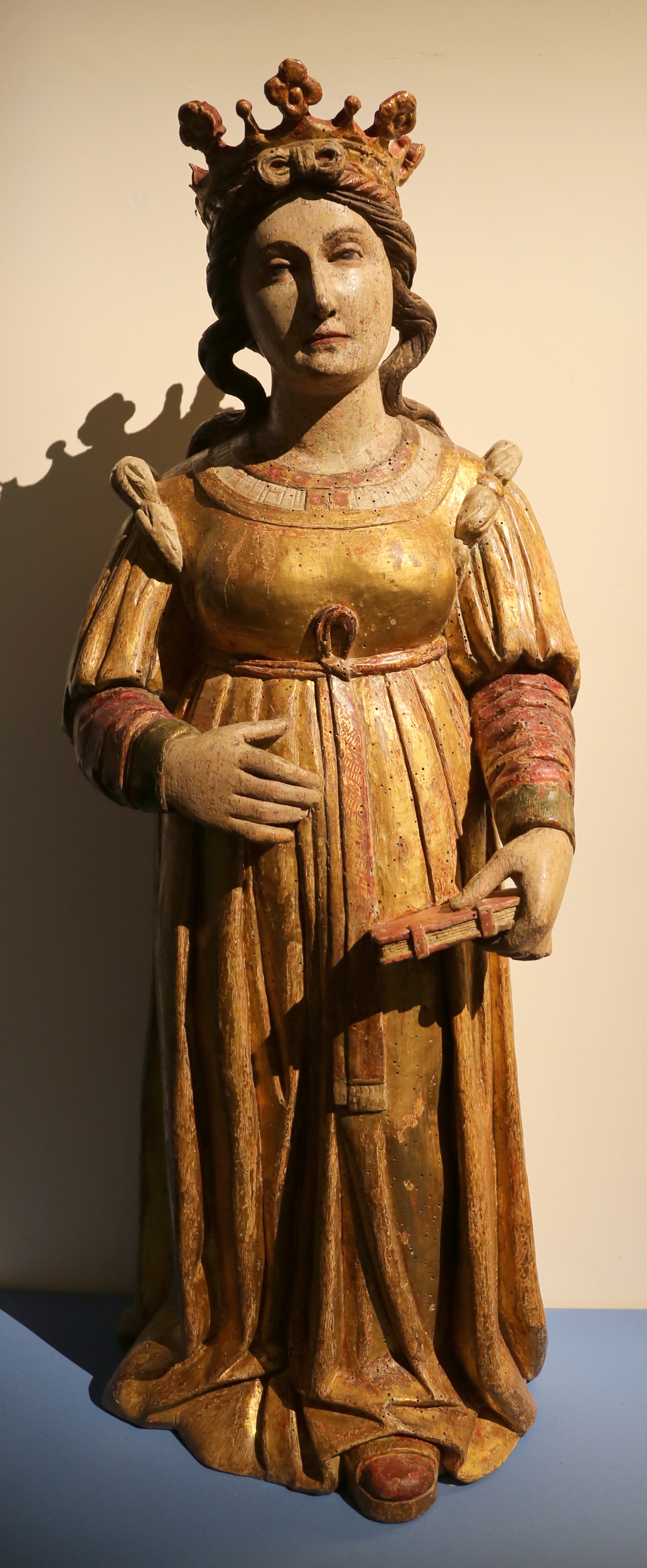
Königin Isabella in einer Statuette von Altobello Persio, um 1540, Kirche Santa Maria della Croce, Ferrandina

Isabella del Balzo war die Tochter von Pirro del Balzo, 4. Herzog von Andria und Fürst von Altamura, sowie Maria Donata del Balzo Orsini, der Herzogin von Venosa, Tochter des Herzogs Gabriele del Balzo Orsini von Venosa und Nichte des Fürsten Giovanni Antonio del Balzo Orsini.
Nachdem Isabella del Balzo 1483 mit Francesco von Aragon, dem ältesten Sohn des neapolitanischen Königs Ferdinand I. von Aragon und dessen erster Frau Isabella von Clermont verlobt worden war, dieser aber vorzeitig verstarb, heiratete sie am 28. November 1487 dessen zweiten Sohn Friedrich von Aragon, der Witwer von Anna von Savoyen (1455–1480) war.
Am 23. Oktober 1496 trat Friedrich die Nachfolge seines Neffen Ferdinand II. an, während Isabella zur Königingemahlin ernannt wurde, jedoch nur für eine Dauer von fünf Jahren.
König Ludwig XII. von Frankreich und König Ferdinand II. von Aragon konkurrierten um die Nachfolge König Karls VIII. von Frankreich im Königreich Neapel und Sizilien. Friedrich wurde im Jahr 1501 abgesetzt und ins Exil gezwungen (er verstarb am 9. November 1504 in Tours). Isabella begab sich mit ihren Kindern und einigen Hofangehörigen zunächst nach Sabbioneta (1507–1508), um ihre Schwester Antonia, die Gemahlin von Giovanfrancesco Gonzaga Sabbioneta, zu besuchen. Danach begab sich Isabella als Gast von Herzog Alfonso d’Este nach Ferrara, wo sie am 22. Mai 1533 starb. Vom Leichnam der Königin Isabella, die im Katharinenkloster begraben ist, existieren leider keine Informationen, da das Kloster aufgelöst wurde.

## Nachkommen
Isabella hatte mit Friedrich von Aragon fünf Kinder:
- Ferdinand (* 15. Dezember 1488; † 1550), Herzog von Kalabrien, geriet in spanische Gefangenschaft und wurde nach seiner Heirat mit Germaine de Foix im Jahr 1526 Vizekönig von Valencia[4]
- Giulia (* 1492; † 10. März 1542) wurde von Kaiser Karl V. mit dem Markgrafen von Mantua Federico II. Gonzaga verlobt, der sie jedoch nie heiratete, und wurde später die Frau von Giovanni Giorgio, Markgraf von Monferrato.[5]
- Alfonso (* um 1494; † 1515 in Grenoble)[6]
- Cesare (* um 1496; † 1520), seine sterblichen Überreste ruhen im Klarissenkloster Corpus Domini in Ferrara.[7]
- Elisabetta (* um 1500; † 1550 in Valenza)[4]